# بالكلوثا (نيوزيلندا)
Balclutha ( الماورية: Iwikatea بالكلوثا هي مدينة تقع في جنوب أوتاغو، قرب نهاية نهر كلوثا، على الساحل الشرقي لجزيرة نيوزيلندا الجنوبية. تقع في منتصف الطريق تقريبًا بين دنيدن وغور على خط سكة حديد مين ساوث لاين، والطريق السريع رقم 1، والطريق الجنوبي الخلاب. يبلغ عدد سكان بالكلوثا 4,300 (اعتبارًا من يونيو 2022 )، وهي أكبر مدينة في جنوب أوتاغو.
يعد مركز الخدمة الرئيسي لمنطقة الزراعة الخصبة حول الروافد السفلى لنهر كلوثا، وهو أيضًا أقرب مدينة كبيرة إلى كاتلينز، وهي منطقة ذات مناظر خلابة من الغابات الأصلية والحياة البرية والساحل الوعر.

## التاريخ
تُعرف بالكلوثا محليًا باسم "كلوثا"، ويعكس اسمها، وكذلك اسم النهر الذي تقع عليه، الأصل الاسكتلندي لمستوطنة المدينة. الاسم مشتق من اللغة الغيلية الاسكتلندية "بيلي كلويد" (حرفيًا "مدينة كلايد"، وهو اسم شعري لمدينة دمبارتون).
وصل جيمس ماكنيل من بونهيل، دومبارتونشاير، اسكتلندا، والذي يُعتبر الأب المؤسس للمدينة، في عام 1853، عبر ميناء تشالمرز في عام 1849. كانت مزرعته في موقع المدينة الحالية، حيث أنشأ هو والحكومة الإقليمية خدمة عبّارات عبر نهر كلوثا في عام 1857؛ ونتيجة لذلك، أُطلق على المدينة في البداية اسم عبارة كلوثا.
الاسم الماوري للمنطقة هو Iwikatea، والذي يعني حرفيًا "العظام المبيضة" (معركة قبلية محلية للماوري في عام 1750 تركت جثث المهزومين المتحللة، وعظامهم مبيضة في الشمس).

## التركيبة السكانية
بالكلوثا يغطي 7.55 كـم2 (2.92 ميل2) وكان عدد سكانها يقدر بنحو 4,300 اعتبارًا من يونيو 2022, مع كثافة سكانية تبلغ 570 شخصًا لكل كيلومتر مربع.

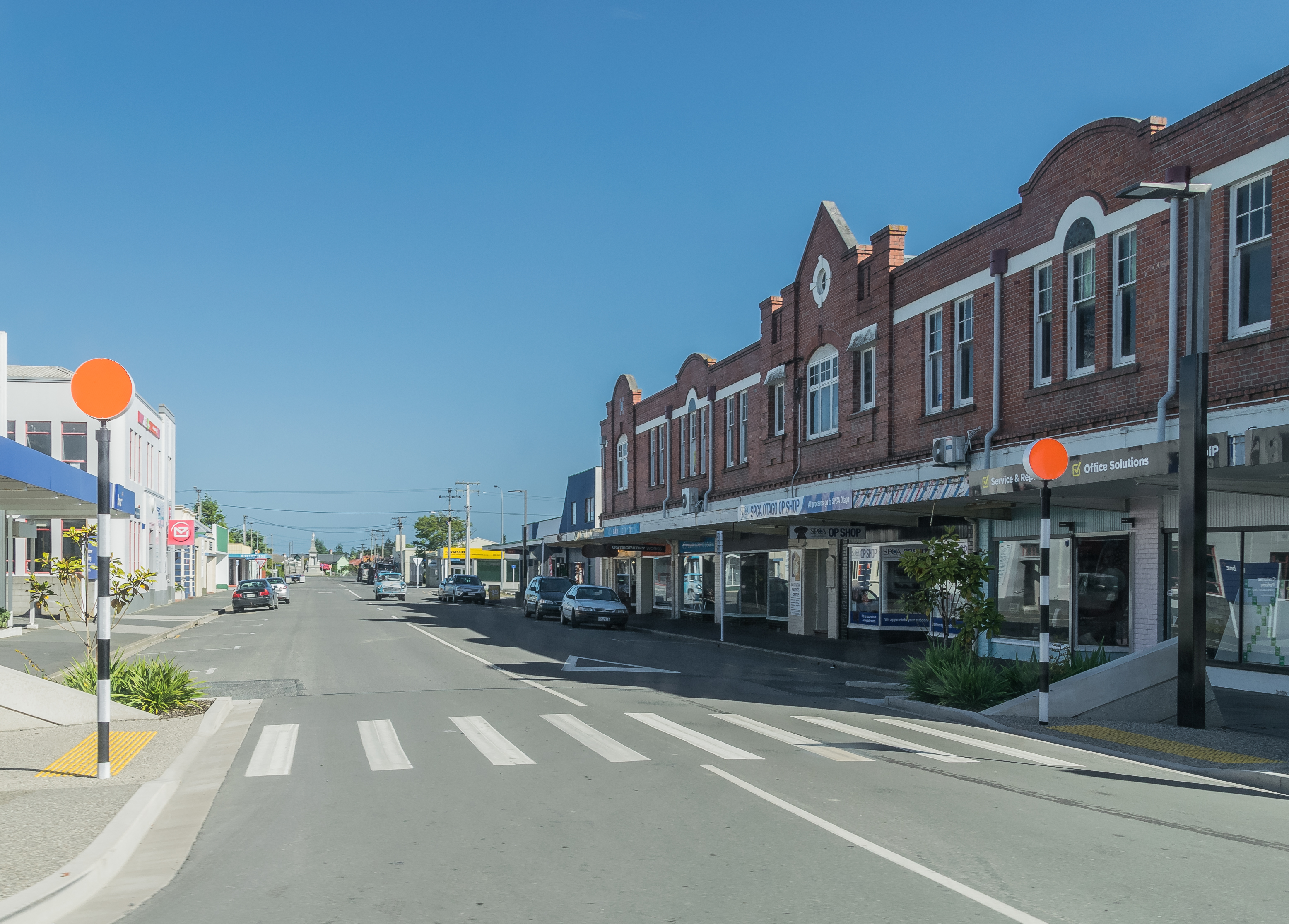
شارع جون

بلغ عدد سكان بالكلوثا 4110 نسمة في تعداد نيوزيلندا لعام 2018 ، بزيادة قدرها 123 شخصًا (3.1٪) منذ تعداد عام 2013، وانخفاض قدره 27 شخصًا (−0.7٪) منذ تعداد عام 2006. كان هناك 1725 أسرة، تضم 2013 من الذكور و2100 من الإناث، مما يعطي نسبة جنس 0.96 من الذكور لكل أنثى، مع 678 شخصًا (16.5٪) تقل أعمارهم عن 15 عامًا، و741 (18.0٪) تتراوح أعمارهم بين 15 و29 عامًا، و1734 (42.2٪) تتراوح أعمارهم بين 30 و64 عامًا، و960 (23.4٪) تبلغ أعمارهم 65 عامًا أو أكثر.
كانت الأعراق 86.7% أوروبيين/ باكيه، و11.5% ماوريين، و3.4% باسيفيكا، و5.0% آسيويين، و1.3% أعراق أخرى. قد ينتمي الناس إلى أكثر من عرق واحد.
بلغت نسبة الأشخاص المولودين في الخارج 12.6%، مقارنة بـ 27.1% على المستوى الوطني.
على الرغم من أن بعض الأشخاص اختاروا عدم الإجابة على سؤال التعداد حول الانتماء الديني، فإن 52.1% ليس لديهم دين، و36.3% مسيحيون، و0.3% لديهم معتقدات دينية ماورية ، و0.7% هندوس، و1.1% مسلمون، و0.6% بوذيون، و1.3% لديهم ديانات أخرى.
من بين من تبلغ أعمارهم 15 عامًا فأكثر، كان 339 شخصًا (9.9%) حاصلين على درجة البكالوريوس أو أعلى، بينما لم تكن لدى 1047 شخصًا (30.5%) أي مؤهلات رسمية. وتجاوز دخل 354 شخصًا (10.3%) 70,000 دولار أمريكي، مقارنةً بنسبة 17.2% على المستوى الوطني. وتمثلت الحالة الوظيفية لمن تبلغ أعمارهم 15 عامًا فأكثر في أن 1710 أشخاص (49.8%) يعملون بدوام كامل، و447 شخصًا (13.0%) يعملون بدوام جزئي، و96 شخصًا (2.8%) عاطلون عن العمل.
| اسم               | المساحة (كم 2 ) | سكان  | الكثافة (لكل كم 2 ) | الأسر | متوسط العمر | متوسط الدخل   |
| ----------------- | --------------- | ----- | ------------------- | ----- | ----------- | ------------- |
| بالكلوثا الجنوبية | 4.52            | 2,523 | 558                 | 1,071 | 45.0 سنة    | 28,400 دولار  |
| بالكلوثا الشمالية | 3.07            | 1,587 | 517                 | 654   | 47.0 سنة    | 29,800 دولار  |
| نيوزيلندا         |                 |       |                     |       | 37.4 سنة    | 31,800 دولارًا |

## المعالم
يتدفق نهر كلوثا عبر المدينة. وهو أكبر نهر في نيوزيلندا من حيث حجم المياه، وثاني أطول نهر في البلاد بعد نهر وايكاتو. يوفر هذا النهر للمدينة مرافق ترفيهية متنوعة، بما في ذلك صيد سمك التروت البني، والتزلج على الماء، وركوب القوارب الآلية. جنوب المدينة مباشرةً، ينقسم النهر إلى فرعين، هما ماتاو وكواو، ويمتد الأخير على طول الحافة الجنوبية للمدينة.

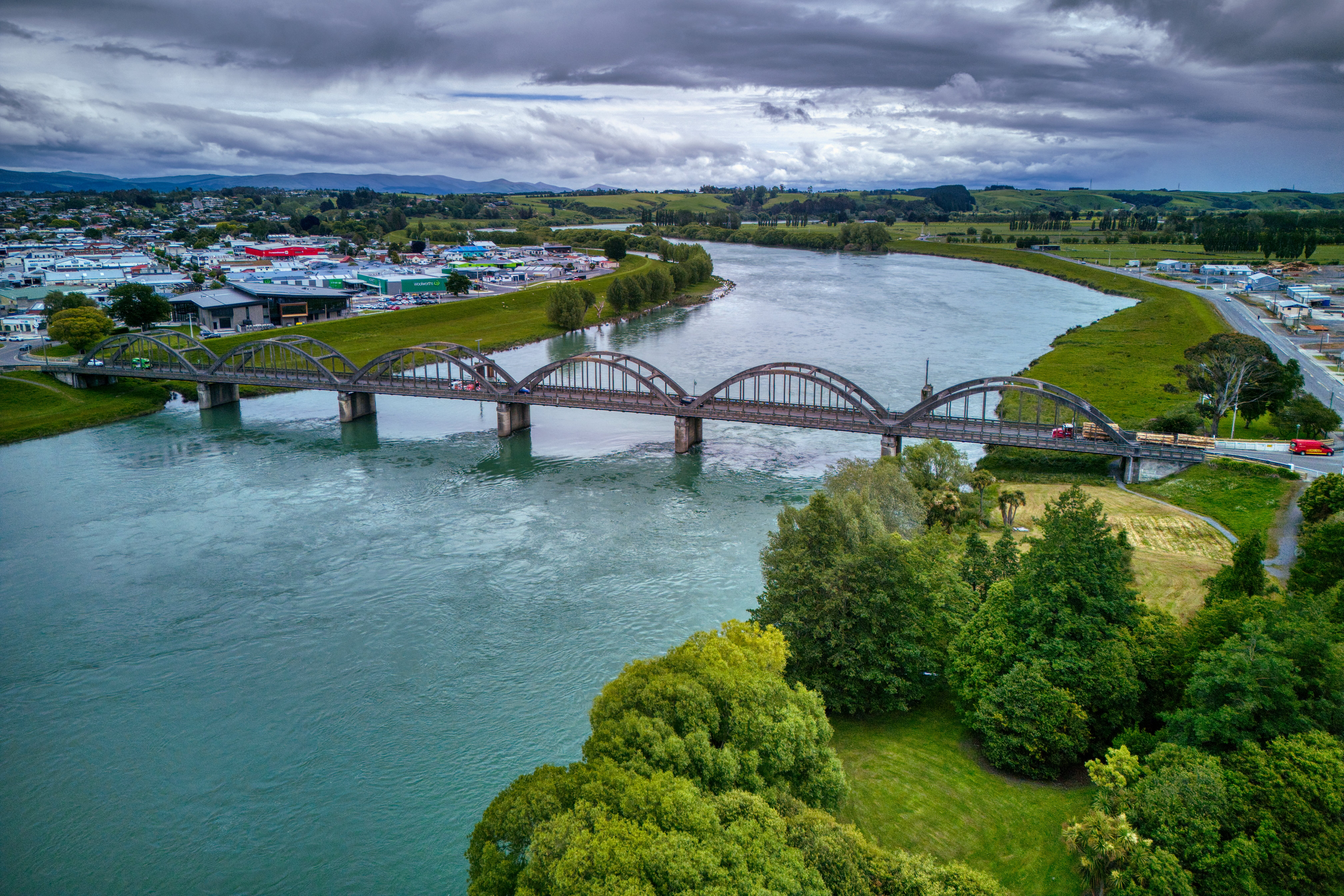
جسر طريق بالكلوثا

أبرز مبنى في المدينة هو جسر طريق بالكلوثا الخرساني فوق نهر كلوثا، والذي بُني عام 1935. جرف الماء الجسر الخشبي الأصلي، الذي بُني عام 1868، في 14أكتوبر 1878. أُعيد بناؤه عام 1881، واعتُبر لاحقًا غير مناسب للمركبات الآلية.
يقع الجزء الأكبر من بلدة بالكلوثا على أرض "مسطحة" تقع داخل حلقة واسعة في النهر إلى الجنوب من جسر الطريق، ولكن شمال بالكلوثا يقع على التل إلى الشمال من الجسر وروزبانك على التل إلى الجنوب.